# Dan Netzell
Dan Netzell (ur. 1923 w Sztokholmie, zm. 11 listopada 2003) – szwedzki skoczek narciarski, reprezentant klubu Djurgårdens IF, w latach 1950–1951 rekordzista świata w długości skoku narciarskiego.

## Kariera
Pierwszy skok w karierze oddał w 1950. Zakończył się on upadkiem, w wyniku którego Netzell skręcił rękę i złamał nartę. 3 marca tego samego roku skoczył 135 m, pobijając rekord świata. Miało to miejsce 3 dni po pierwszym skoku Netzella.

## Życie prywatne
Miał córkę Karin.
Zmarł 11 listopada 2003.